# 전주완산서초등학교
전주완산서초등학교는 대한민국 전북특별자치도 전주시 완산구 서완산동1가에 있는 초등학교다.

## 학교 연혁
- 1991년 3월 25일 전주완산서국민학교 설립인가
- 1992년 9월 1일 전주완산서국민학교 개교(27학급 편성)
- 1996년 3월 1일 전주완산서초등학교로 개명, 31학급 편성
- 2006년 11월 13일 도서실 개관
- 2020년 2월 7일 제27회 졸업식(70명, 총 4,944명)
- 2020년 3월 1일 제9대 추영곤 교장 부임
- 2021년 2월 4일 제28회 졸업식(61명, 총 5,005명)
- 2021년 3월 1일 14학급 편성(개별학습반 1학급)

## 학교 상징
- 교화 - 철쭉 : 항상 사랑의 기쁨, 감사와 은혜를 알자.
- 교목 - 소나무 : 굳은 의지와 굳센 기상, 푸른 희망을 마음속에 지니자.
- 교조 - 까치 : 하루하루의 생활을 오손도손 정답고 사이좋게 지내자.

## 참고 자료
- 전주완산서초등학교 - 한국교육학술정보원 학교알리미